# Ikono (magazine)
Ikono était un magazine français mensuel de photojournalisme et d'actualité lancé en juillet 2006 par l'éditeur indépendant GS Presse. La présidente socialiste de Poitou-Charentes, Ségolène Royal posait en couverture du premier numéro sous l'œil du photographe Yann Arthus-Bertrand. Le prix au numéro est de 4,90 €.
Le directeur de la publication est François Siegel. Il avait auparavant dirigé les magazines VSD et Le Monde 2 (voir Le Monde). Celui-ci tient également une rubrique consacrée à la photographie le dimanche matin sur France Info.
En raison de ventes insuffisantes, les frères Siegel arrêtent la publication du magazine en décembre 2006.